# Qui Christi Domini

Carte des circonscriptions ecclésiastiques françaises telles qu'établies par la bulle Qui Christi Domini

La bulle Qui Christi Domini est une bulle pontificale fulminée par le pape Pie VII le 29 novembre 1801 à Rome en la basilique Sainte-Marie-Majeure. Elle est ainsi désignée d'après son incipit en latin ecclésiastique : « Qui Christi Domini vices » [« celui qui est le vicaire du Christ »].
Le dispositif de cette bulle est de supprimer la totalité des sièges épiscopaux existant en France, et d'ériger dix archidiocèses et cinquante diocèses, dont les limites correspondent à celles des départements.

## Contenu
À la suite du concordat ratifié le 15 juillet 1801, le gouvernement français, représenté par Napoléon Bonaparte, et le Saint-Siège se mettent d'accord sur les circonscriptions ecclésiastiques de l'Église catholique sur le territoire de la République française (rive gauche du Rhin comprise).
Conformément à l'article 58 du concordat, il est prévu de mettre en place dix archidiocèses métropolitains et cinquante diocèses suffragants.
Avec la bulle Qui Christi Domini, Pie VII prend trois mesures principales :
- il supprime les 157 sièges épiscopaux qui existaient en France[3].
- il supprime entièrement toute juridiction ou droit quelconque des évêques installés sur ces sièges supprimés et qui n'avaient pas voulu démissionner[4].
- il érige ex nihilo 60 sièges et organise territorialement les diocèses conformément à l'annexe de l’article 58, en faisant coïncider leurs limites à celles d'un, deux ou trois départements français existant en 1801 (la plupart existant depuis 1790)[5].

Les dispositions édictées par cette bulle sont absolument uniques dans l'histoire de l'Église. Jamais un pape ne s'était accordé le droit de supprimer purement et simplement un seul siège épiscopal, ni a fortiori tous les sièges d'une nation ou d'un royaume, ni de déposer un ou plusieurs évêques hormis les cas de schisme, hérésie ou scandale. Les réorganisations territoriales des diocèses qui ont eu lieu dans l'histoire de l'Église se sont traduites par exemple par la création de nouveaux sièges dont le territoire diocésain était démembré d'un ancien diocèse ; ou encore, on a réuni des diocèses à un même siège. Mais jamais on n'a supprimé purement et simplement des sièges et des diocèses, surtout à une telle échelle.
Par cette bulle, tous les sièges épiscopaux, remontant la plupart à l'Antiquité, étaient supprimés et abolis ; et de nouveaux sièges étaient érigés. Comme les nouveaux sièges ont été fondés la plupart dans les mêmes villes et les mêmes cathédrales que les anciens, cette mesure est passée un peu inaperçue. Néanmoins, elle a causé un grand étonnement parmi de nombreux fidèles. Certains ont continué à reconnaître les anciens évêques canoniquement installés, d'autres ont rejeté les évêques constitutionnels installés par le pape sur des nouveaux sièges. Ainsi, ceux qui ont rejeté ces mesures inouïes ont constitué une sorte de schisme qui dure encore au XXIe siècle. Ce schisme "anti-nouvelle-église" a d'ailleurs très vite rejoint le schisme "pro-constitutionnel", réunissant ainsi deux mouvements qui au départ étaient opposés.
Cette politique de la tabula rasa a pour conséquence que les évêques diocésains français, à partir de 1801, ne sont pas, juridiquement, les successeurs des anciens évêques, quoiqu'ils le demeurent du point de vue symbolique. Par exemple, l'archevêque de Lyon a comme plus lointain prédécesseur non pas les saints Pothin et Irénée, mais le cardinal Fesch.

## La nouvelle organisation ecclésiastique
Tous les 157 sièges furent supprimés par la bulle du Pape.
- 60 sièges furent aussitôt érigés, dont 58 dans des villes d'anciens sièges et 2 dans des villes nouvelles.
- parmi les 99 sièges non recréés en 1801 :
  - 35 seront érigés au cours du XIXe siècle (et en 1961 pour Anvers).
  - 64 ne seront jamais refondés.

### Sièges sitôt créés
le Pape érige soixante nouveaux sièges (10 archiépiscopaux et 50 épiscopaux), dont :
- cinquante-huit sont établis dans la même ville et la même cathédrale que les anciens sièges.
- deux sièges sont érigés dans une ville qui n'était pas épiscopale auparavant : Aix-la-Chapelle[6] et Versailles.

Les dix nouveaux sièges métropolitains sont tous établis dans une ville et une cathédrale autrefois métropolitaines.
Quatre anciennes cathédrales métropolitaines se retrouvent en simple diocèse (Cambrai, Trèves, Mayence et Avignon), et neuf ne forment même plus diocèse.

### Sièges supprimés et créés ensuite
Parmi les sièges épiscopaux supprimés en 1801 et non recréés sitôt après, trente-cinq furent recréés par la suite :
- vingt-neuf sièges furent recréés en France par la bulle Paternæ charitatis du 6 octobre 1822
  - Aire, Albi, Auch, Beauvais, Belley, Blois, Châlons, Chartres, Fréjus, Gap, Langres, Le Puy, Luçon, Marseille, Montauban, Nevers, Nîmes, Pamiers, Périgueux, Elne (Perpignan)[7], Reims, Rodez, Saint-Claude, Saint-Dié, Sens, Tarbes, Tulle, Verdun, Viviers.

- deux sièges furent recréés en savoie qui n'était plus française en 1825 :
  - diocèses de Maurienne (1825), de Tarantaise (1825)[8].

- quatre sièges furent recréés sur la rive gauche du Rhin (qui n'était plus française) entre 1815 et 1961 :
  - Cologne (1821)[9], Bruges (bulle en 1827, création effective en 1834), Ruremonde (1853), Anvers (1961).

### Sièges supprimés et jamais rétablis
Soixante-quatre villes où siégeait un évêque ne furent pas comprises dans les nouvelles créations et ne seront pas rétablies par la suite. Le titre en est aujourd'hui porté par les évêques dont le diocèse contient l'ancienne cité épiscopale, à l'exception des anciens diocèses corses dont le titre est un « évêché titulaire » attribué à un évêque non résidentiel.
- archidiocèses : Arles, Embrun et Vienne.
- diocèses : Agde, Aleria, Alès, Alet, Apt, Auxerre, Avranches, Bazas, Bethléem, Béziers, Boulogne, Carpentras, Castres, Cavaillon, Chalon[10], Comminges, Condom, Couserans, Dax, Die, Dol, Genève, Glandèves, Grasse, Laon, Lavaur, Lectoure, Lescar, Lisieux, Lodève, Lombez, Mâcon, Mariana, Mirepoix, Narbonne, Nebbio, Noyon, Oloron, Orange, Rieux, Riez, Sagone, Saint-Malo, Saint-Omer, Saint-Papoul, Saint-Paul-Trois-Châteaux, Léon, Saint-Pons-de-Thomières, Saintes, Sarlat, Senez, Senlis, Sisteron, Toulon, Toul, Tréguier, Uzès, Vabres, Vaison, Vence, Ypres.

## Le souvenir des anciennes Églises
Malgré la suppression de tous les sièges épiscopaux et l'érection de soixante nouveaux sièges, le Pape Pie VII autorisa le port, par les nouveaux évêques, du titre de quelques anciens sièges, mais uniquement à titre de « souvenir », sans qu'on puisse en conclure que ces Églises « n'ont pas été réellement supprimées » :
« Nous ordonnons, en vertu de l'autorité apostolique à nous déléguée, et nous donnons respectivement la faculté aux archevêques et aux évêques qui seront canoniquement institués, de joindre chacun au titre de l'église qui lui sera confiée, les autres titres des églises supprimées que nous avons mentionnés dans le tableau ci-dessus ; de manière, cependant, que de cette union et de cette application de titres, uniquement faites pour l'honneur et pour conserver le souvenir de ces églises illustres, on ne puisse en aucun temps en conclure, ou que ces églises subsistent encore, ou qu'elles n'ont pas été réellement supprimées, ou que les évêques à qui nous permettons d'en joindre les titres au titre de celle qu'ils gouverneront, acquièrent par-là aucune autre juridiction que celle qui est expressément conservée à chacun d'eux par la teneur de notre présent décret.»
Ainsi, l'archevêque du siège métropolitain nouvellement créé à Lyon pouvait se dire « archevêque de Lyon, de Vienne et d'Embrun ».